# Ngựa Newfoundland
Ngựa Newfoundland là một giống ngựa có nguồn gốc ở Newfoundland của Canada. Chúng là những con ngựa mạnh mẽ và cơ bắp, được nhìn thấy trong hình dáng với nhiều màu sắc, bao gồm màu trắng tương đối hiếm. Các con ngựa Newfoundland phát triển từ một sự kết hợp của giống ngựa Anh, Ireland và Scotland đưa đến Newfoundland bởi những người định cư trong một khoảng thời gian bốn thế kỷ. Ban đầu tự do chuyển vùng, chúng được lai tạo để tạo ra loại hiện đại. Chúng được sử dụng bởi những người định cư như những con ngựa kéo và đa mục đích cho đến giữa thế kỷ XX, khi chúng được đưa đến tình trạng gần như tuyệt chủng bằng cách cơ giới hoá và giết mổ. Dân số hồi phục nhẹ sau khi thành lập một cơ quan đăng ký giống vào năm 1980, nhưng vẫn còn thấp. Vào năm 1997, ngựa Newfoundland được tuyên bố là một giống di sản của Newfoundland và Labrador, vốn đã bảo vệ nó theo luật, nhưng giống này vẫn chưa được công nhận theo Đạo luật Động vật Liên bang Canada. Tính đến năm 2008, đã có 248 con ngựa giống đã được đăng ký, trong tổng số 361 con. 